# 利克斯維爾 (密西西比州)
利克斯維爾（英語：Leakesville）是一個位於美國密西西比州格林縣的城鎮。根據2010年美國人口普查，該地共人口898人，而該地的面積約為4.11平方千米。同時該地也是格林縣的縣治。

## 地理
利克斯維爾的座標為31°09′14″N 88°33′21″W / 31.15389°N 88.55583°W，而該地的平均海拔高度為33米（即208英尺）。